# Clientmanagement
Der Begriff Clientmanagement (auch Desktopmanagement, Desktop Managed Services etc.) bezeichnet einen methodischen Ansatz zur zentralen Verwaltung und Steuerung der dezentralen IT-Infrastruktur am Arbeitsplatz.
Dazu gehören
- die Arbeitsplatzrechner oder Clients wie Personal Computer (PC), Notebooks, und Thin-Clients
- Personal Digital Assistant (PDA),
- Drucker
- Peripheriegeräte wie Scanner, USB-Sticks etc.
- die installierte Software
- die Berechtigungen des Anwenders innerhalb der IT-Infrastruktur

Der Verfahrensansatz Clientmanagement basiert zunächst auf der Bedarfsermittlung der Anwender. Die Antworten auf die Frage, in welchem Umfang und bei welchen Funktionen die IT-Infrastruktur den Anwender unterstützen muss, ergeben (gewichtet) das innerhalb des Clientmanagements zu unterstützende und zu betreibende Produktportfolio. Wichtig ist hierbei, dass nicht nur Hard- und Softwareartikel im Produktportfolio beschrieben sind, sondern auch die vom zentralen Service zu erbringenden Leistungen. Die beschriebenen Leistungen – also zum Beispiel Installation einer Software oder Umzug einer Hardware – werden durch entsprechende Arbeitsanweisungen oder Prozessdefinitionen definiert.
Die Leistungsbeschreibungen sind im Weiteren Grundlage für die Servicevereinbarungen (Service Level Agreements) mit dem Anwender und dienen, soweit erforderlich, zur Leistungsverrechnung.
Damit ist der formale Rahmen geschaffen, innerhalb dessen ein operatives Clientmanagement durchgeführt werden kann. Zusammenfassend gehören im Einzelnen dazu:
- die Bedarfsermittlung der funktionalen Anforderungen der Anwender
- die Zusammenfassung und Kategorisierung der Anforderungen innerhalb eines zentralen Produkt- und Leistungskatalogs
- die Definition des Prozesses für Veränderungen des zentralen Produkt- und Leistungskatalogs
- die Prozesse für Aufbau, Veränderung und Abbau der IT-Infrastruktur am einzelnen Arbeitsplatz (Move, Add, Change, Disposal)
- die Prozesse für die Betriebsunterstützung/Anwenderunterstützung
- die Leistungsvereinbarung/das Service-Level-Agreement mit dem Anwender

Für Unternehmen mit einer großen Anzahl an Clients ist das Management der Clients meist schwierig und äußerst kostspielig.
Je größer ein Unternehmen, desto heterogener ist in der Regel seine Client-Infrastruktur.
Beispielsweise werden verschiedene Typen von Hardware (Notebooks, Desktops, Workstations) oder Hardware von verschiedenen Herstellern eingesetzt, dazu kommen noch unterschiedlichste Betriebssysteme (Windows XP, VISTA, Linux oder MAC OS) und eine unglaubliche Vielfalt an zusätzlicher Software.
Durch die Kombination dieser verschiedenen Gruppen und dadurch, dass die Benutzer eventuell noch eigene Software (sofern erlaubt) installieren, wird quasi jeder Client ein Unikat.
Ein einheitliches Management ohne entsprechende Werkzeuge ist also fast unmöglich. Die definierten und vereinbarten Leistungen sowie die dafür anzuwendenden Verfahren sind nun durch entsprechende technische Prozesse zu unterstützen.
Eine der zentralen Techniken ist dabei die automatisierte Installation und Deinstallation der Betriebssysteme und der Anwendungssoftware über das Netzwerk auf den Client direkt am Arbeitsplatz (Softwareverteilung). Die technischen Lösungen sind dabei so zu implementieren, dass die Abwicklung eines Vorganges, also zum Beispiel die Zubuchung einer Softwarelizenz auf ein Clientsystem die notwendige technische Installation automatisch auslöst und nach erfolgreicher Installation der entsprechende Installationsauftrag automatisch in der Auftragsverwaltung und der Bestandsverwaltung quittiert wird.

## Clientmanagement und ITIL
Die innerhalb von ITIL beschriebene Configuration Management Database (die zentrale Datenbank, in der alle Configuration Items beschrieben sind) kann somit automatisch fortgeschrieben werden. Im Falle von Störungen kann das / der Servicedesk über die CMDB einen direkten und sofortigen Überblick betreffend
- der Hardware
- der installierten Software
- der zugeordneten Service-Level-Agreements
- kaufmännischer Daten wie Rechnung, Lieferschein, Garantiedaten et cetera
- den Berechtigungen des Anwenders
- der Historie (Störungsmeldungen sowie MACD-Anträge)

bekommen.
Das Clientmanagement ist somit ein organisatorisch technischer Ansatz zur effizienten und qualitätsgesicherten Verwaltung und Betreuung der dezentralen IT-Infrastruktur auf Basis eines definierten und vereinbarten Produkt- und Leistungskatalogs. Die methodischen Ansätze der ITIL werden dabei berücksichtigt.

## Clientmanagement-Software
Einige wichtige Funktionen, die ein Client-Management-System bietet:
- Inventarisierung (Hardware und Software)
- Lizenzmanagement
- Softwareverteilung
- Betriebssystemverteilung (OS Deployment)
- Patch-Management
- Remote-Administration
- Helpdesk

Eine gute Client-Management-Software sollte zusätzlich Schnittstellen für beispielsweise IT-Service-Management-Software (ITSM) bieten.
Durch diese Schnittstellen ist gewährleistet, dass sich die Client-Management-Software beinahe nahtlos in andere Managementsysteme einbinden lässt.